# 808
Cette page concerne l'année 808  du calendrier julien.
L'année 808 est une année bissextile qui commence un samedi.

## Événements
- Février : tentative échouée de coup d’État par Arsaber dans l'Empire byzantin[1]. Le Stoudiou est occupé par la troupe.
- 16 avril : Charlemagne est à Nimègue pour Pâques[2].
- Printemps : 
  - Le roi des Danois Gotfrid envahit le pays des Obodrites, peuplade wende alliée de Charlemagne et établie par celui-ci dans le Holstein oriental. Gotfrid les soumet, emmène leur chef Drosuk, qui sera exécuté, et détruit leur port de Rerik (près de l’actuelle Lübeck ?). Charlemagne, occupé en Espagne et en Italie et par les problèmes intérieurs de l’Empire, envoie son fils Charles le Jeune mener une expédition punitive, sans résultats[2]. Le roi de Danemark oblige les marchands de Rerik à se fixer à Haithabu (Hedeby) pour pouvoir mieux percevoir le tonlieu. Il fait construire un rempart, le Danevirke entre la mer du Nord et la Baltique[3].
  - Expéditions des Francs contre les Linons (slaves apparentés aux Wendes), qui avaient fait alliance avec les Danois, en 808 et 811[4]. Deux nouvelles forteresses sont construites sur l’Elbe.
- Octobre, Maroc : Idriss II fait assassiner le chef des berbères Awarba, le mutazilite Abu Layla Ishak, accusé de connivence avec les Aghlabides[5]. Cette même année, il fonde la seconde ville de Fès et en fait la capitale de sa dynastie. Il parvient à se rendre indépendant, mate une révolte à Tlemcen (814) et réprime le Kharidjisme[6].

- Prise de Tarragone par les Francs dirigés par le roi d'Aquitaine Louis le Pieux. Ils sont arrêtés dans leur avance sur Tortosa par Abd al-Rahman, le fils de l'émir de Cordoue (808 et 809)[7].
- Les Shatuo, chassés par les Tibétains, sont établis comme fédérés par la Chine dans le nord de l’Ordos[8].

## Décès en 808
- Abbas Ibn al-Ahnaf, poète arabe.